# Essen, Belgien
Essen (nederländskt uttal: [ˈɛsə(n)]) är en kommun i provinsen Antwerpen i regionen Flandern i Belgien. Kommunen har cirka 19 162 invånare (2020).